# John Harvard
John Harvard (Southwark, 26 de novembro de 1607 – Charlestown, 14 de setembro de 1638) foi um pastor congregacional calvinista inglês e que foi viver nas colônias americanas, em Massachusetts, tendo feito uma importante doação à instituição que hoje tem o seu nome: a Universidade Harvard.

## Biografia
John nasceu e cresceu em Southwark, Surrey, Inglaterra (agora parte de Londres), o quarto de nove crianças, filho de Robert Harvard, um açougueiro, e a esposa Katherine Rogers, nativa de Stratford-upon-Avon. No verão de 1625 seu pai, uma meia-irmã e dois irmãos morreram vítimas de uma "praga", conhecida na época como peste bubônica. Apenas a sua mãe e seu irmão, Thomas, na sua família sobreviveram.
Entrou para o Emmanuel College, em Cambridge, depois foi para a um reduto de puritanos em dezembro de 1627, e recebeu o grau de bacharel em artes em 1632. Katherine morreu em 1635 e Thomas na primavera de 1637. John casou com Ann Sadler, de Ringmer, Sussex, em abril de 1636.
Em 1637 emigrou com a mulher para a Nova Inglaterra e estabeleceu-se em Charlestown, no estado de Massachusetts. Curiosamente, um terço dos primeiros 100 licenciados da Nova Inglaterra o eram pelo Emmanuel College.

## Morte
John Harvard morreu vítima de tuberculose, sem deixar herdeiros. Legou em testamento aproximadamente £ 800 (metade do seu patrimônio) e a sua biblioteca com cerca de 400 volumes ao "New College", na localidade próxima de Cambridge, uma instituição que tinha sido fundada em 8 de setembro de 1636, e para seu amigo Nathaniel Eaton, o primeiro diretor da universidade.
A escola mudou de nome para "Harvard College" em 13 de março de 1639. Harvard passou a ser a primeira a ser referida como Universidade (em vez de college, faculdade em inglês), pela nova Constituição de Massachusetts em 1780.